# 안드레아스 웅에
안드레아스 웅에(스웨덴어: Andreas Unge, 1662년 10월 6일~1736년 2월 17일)는 17세기와 18세기 중세 시대 스웨덴의 정치인 겸 외교관이다.
카를 11세 스웨덴 국왕의 치세 때였던 1694년에 스웨덴 군주제의 정치 분야에 첫 등용된 그는 이후 1736년에 향년 74세로 사망할 때까지 어언 42년간을 카를 11세, 카를 12세, 엘레오노라, 프레드리크 1세 등을 비롯한 4명의 스웨덴 군주를 섬기며 스웨덴 지역 관료와 스웨덴 왕실 추밀원 예하 행정관·비서관·보좌관·서기관 등을 역임하였다. 그의 배다른 동생 요나스 웅에(1681~1755)도 스웨덴 정치가 겸 외교관이었다.